# نورمن (شرکت)
نورمن (به انگلیسی: Norman ASA) یک شرکت نرم‌افزاری نروژی است که در سال ۱۹۸۴ در اسلو بنیان نهاده شد. فعالیت این شرکت در زمینه امنیت اطلاعات و تولید نرم‌افزارهای ضدویروس، دیوارآتش، ضدهرزنامه، رمزگذاری، ضدجاسوس افزار و نرم‌افزارهای کنترل والدین است. دفتر مرکزی این شرکت در نروژ است اما دفاتر دیگری در سایر کشورهای دنیا نیز دارد. در سال ۲۰۰۷ نورمن نسل جدیدی از نرم‌افزارهای خود به نام مجموعه امنیتی نورمن را ارائه کرد.

## محصولات

### محصولات خانگی
۱-Norman Security Suite
۲-Norman Antivirus & Antispyware
۳-Norman Personal Firewall
۴-Norman Parental Control
۵-Norman Virus Control single user
۶-Norman Ad-Aware Plus
۷-Norman Ad-Aware PRO 

### محصولات شرکتی و تجارتی
۱-Endpoint Protection
۲-Norman MailScan for Microsoft Exchange 
۳-Norman Virus Control 
۴-Norman Email Protection
۵-Norman Patch and Remediation
۶-Norman Device Control
۷-Norman Device Control
۸-Application & Device Control
۹-Norman CiscoNAC plug-in

## تکنولوژی سندباکس
با استفاده از تکنولوژی سند باکس (SandBox Technology) که در نرم‌افزارهای ضدویروس نورمن بکار می‌رود هنگامی که وضعیت یک فایل از لحاظ سالم یا مخرب بودن آن برای رایانه توسط اسکنر ضدویروس مشخص نگردد با ارسال آن فایل به یک ماشین مجازی رفتارهای مشکوک آن بررسی و تحلیل می‌گردد.